# Distensión gástrica
La distensión gástrica es el agrandamiento del estómago y puede deberse a varias causas. 
La distensión gástrica fisiológica (normal) ocurre al comer. La distensión de la parte superior del estómago (fundus) estimula la secreción de ácido estomacal, mientras que la distensión de la parte inferior del estómago (antrum) estimula la secreción de gastrina. La distensión del estómago también estimula la secreción de grelina.
Otras causas incluyen: 
- atracones asociados con la bulimia nerviosa[3]
- tumores que causan obstrucción[4]
- neuropatía diabética
- cicatrización debido a gastritis pilórica[5]
- vaciado gástrico retrasado[6]

Para identificar la causa de la distensión gástrica, se debe realizar una endoscopia superior o imágenes de contraste de bario.

## Distension patológica

### En el adulto
La dilatación gástrica aguda puede ser causada por íleo posoperatorio, parto, afección debilitante crónica, daño del sistema nervioso central, infección grave, traumatismos y el síndrome de la arteria mesentérica superior.

### En el adolescente
La dilatación gástrica aguda es frecuente en diversas etiologías, entre ellas, la anorexia nerviosa y la bulimia principalmente, y la reanudación de la alimentación después de la inanición, la diabetes mellitus o bezoares.
La distension atónica es producto de una «condición médica» en la que el estómago progresivamente se vuelve hipotónico y se sobredistiende aún en ausencia de una causa mecánica obstructiva.

Es frecuente que la dilatación gástrica aguda se presente en pacientes con trastornos de la alimentación (bulimia).

Al distenderse el estómago disminuye el ángulo cardio-esofágico lo que impediría el vómito. Al no permitirse el vómito y al aumentar la presión intragástrica es cuando se produce la perforación.